# Chiesa di San Paolo (Nîmes)
La chiesa di San Paolo (Église Saint-Paul in lingua francese) di Nîmes è un edificio di culto cattolico di stile neoromanico eretto nella città di Nîmes tra il 1835 e il 1849 su progetto dell'architetto francese Charles-Auguste Questel. Nel 1909 è stato classificato monumento storico di Francia.
Tutte le bandelle e i serramenti delle porte esterne e interne sono stati realizzati nel 1845 sotto la direzione di Questel dal mastro ferraio Pierre Boulanger autore delle rimarchevoli bandelle del portale centrale della Cattedrale di Notre-Dame di Parigi.
La chiesa contiene affreschi di Hippolyte Flandrin.
Il suo organo è stato fabbricato nel 1848 da Aristide Cavaillé-Coll.

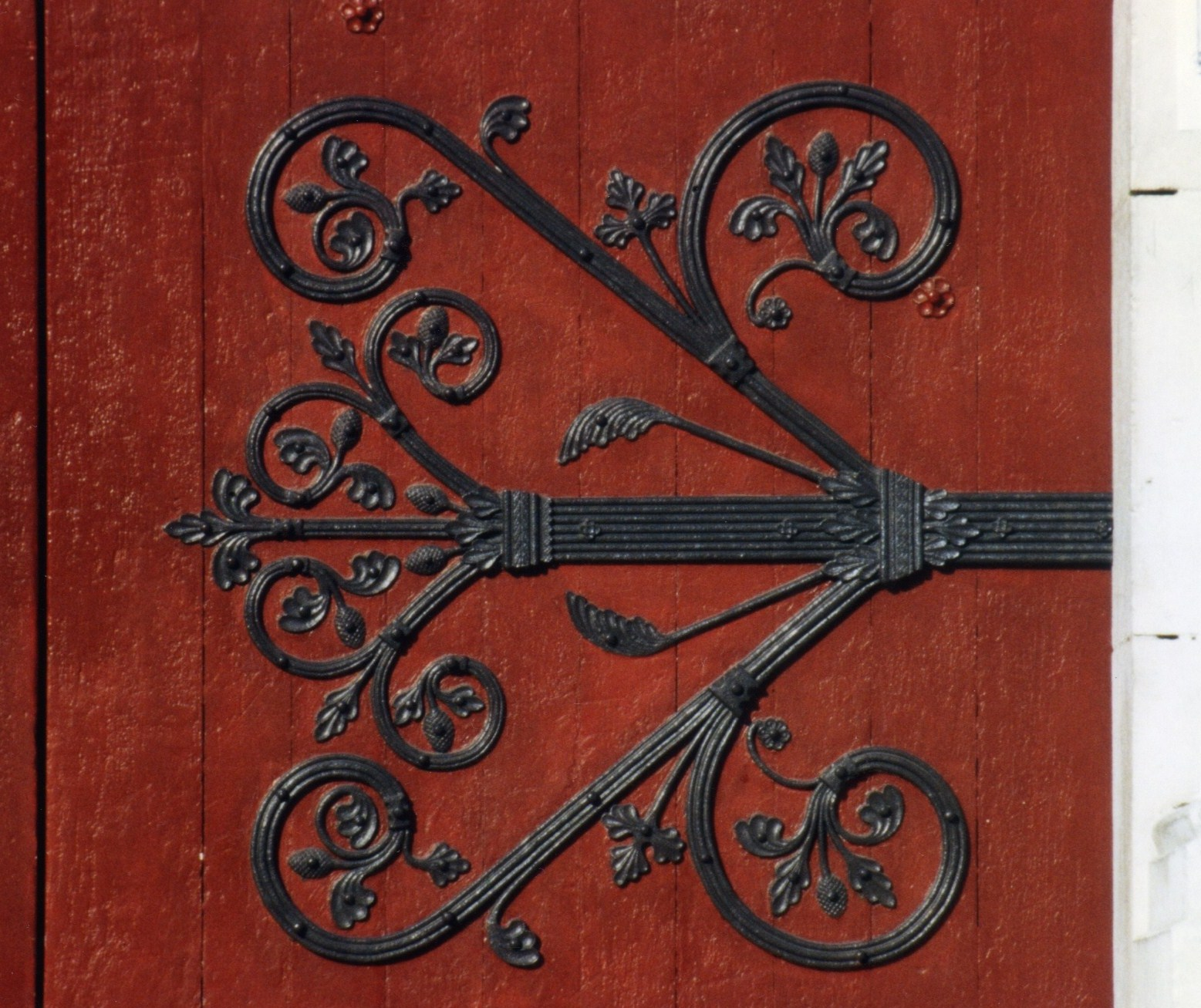
Bandelle del portale
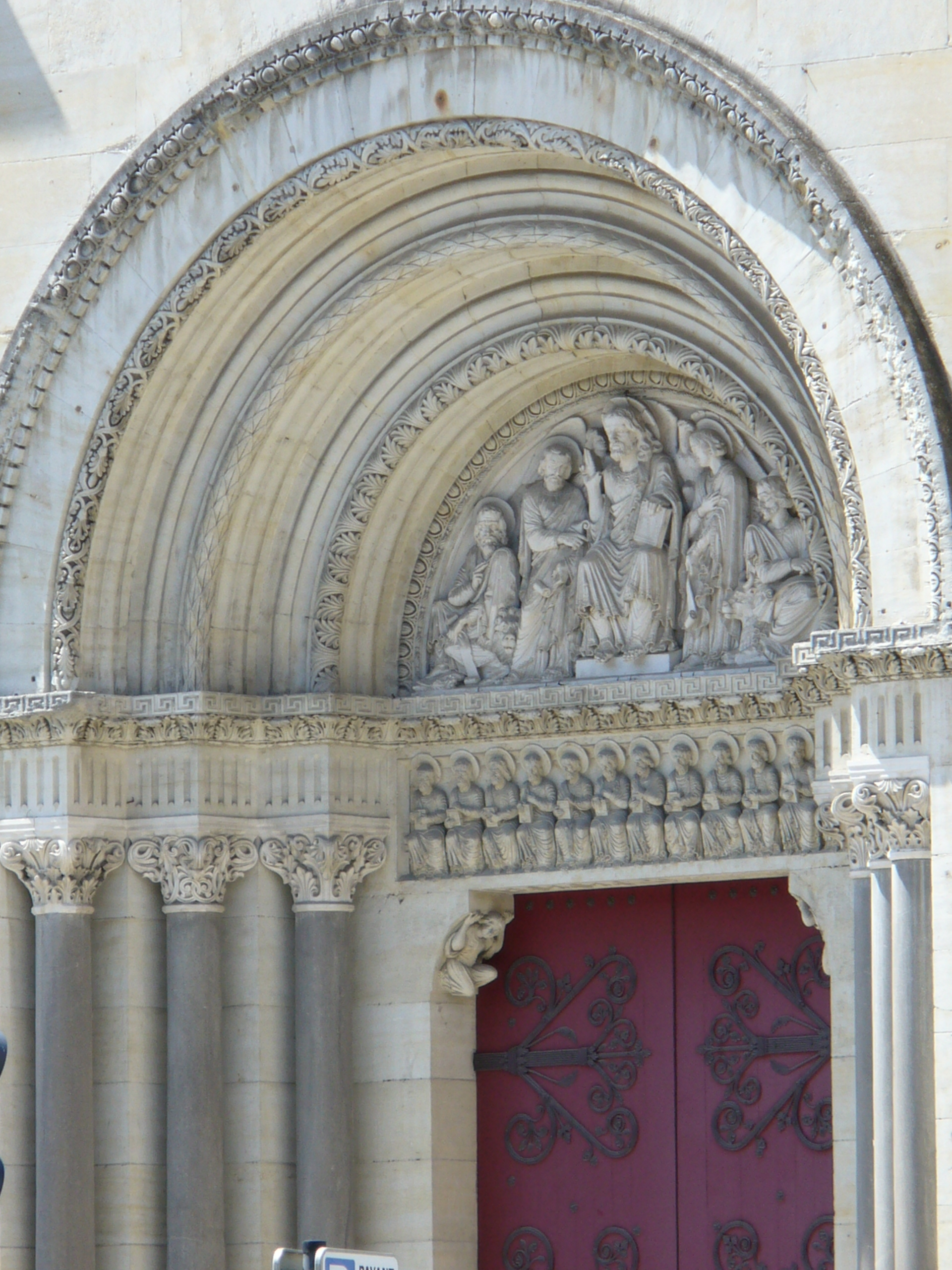
Portale della chiesa
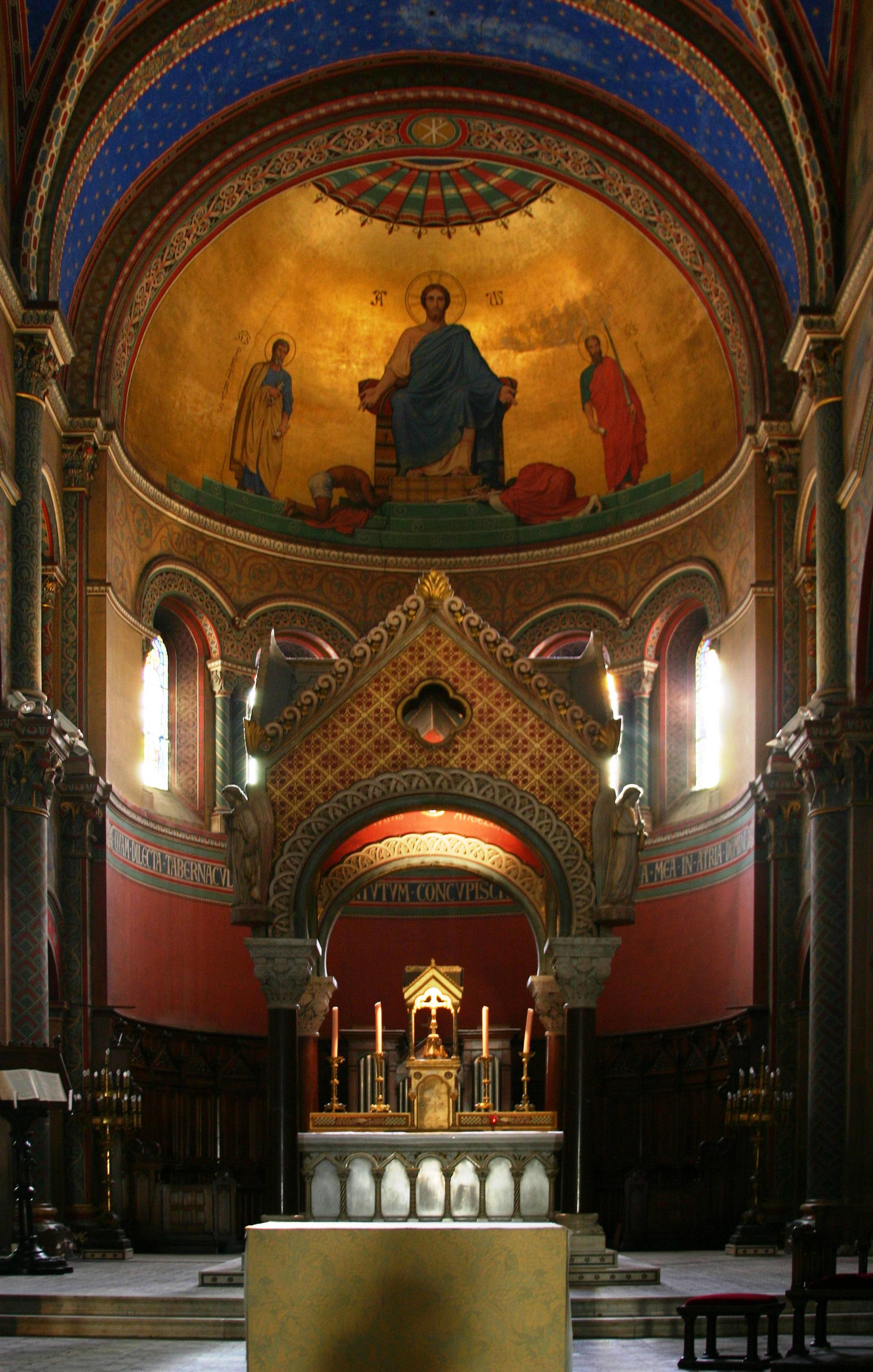
Interno della chiesa
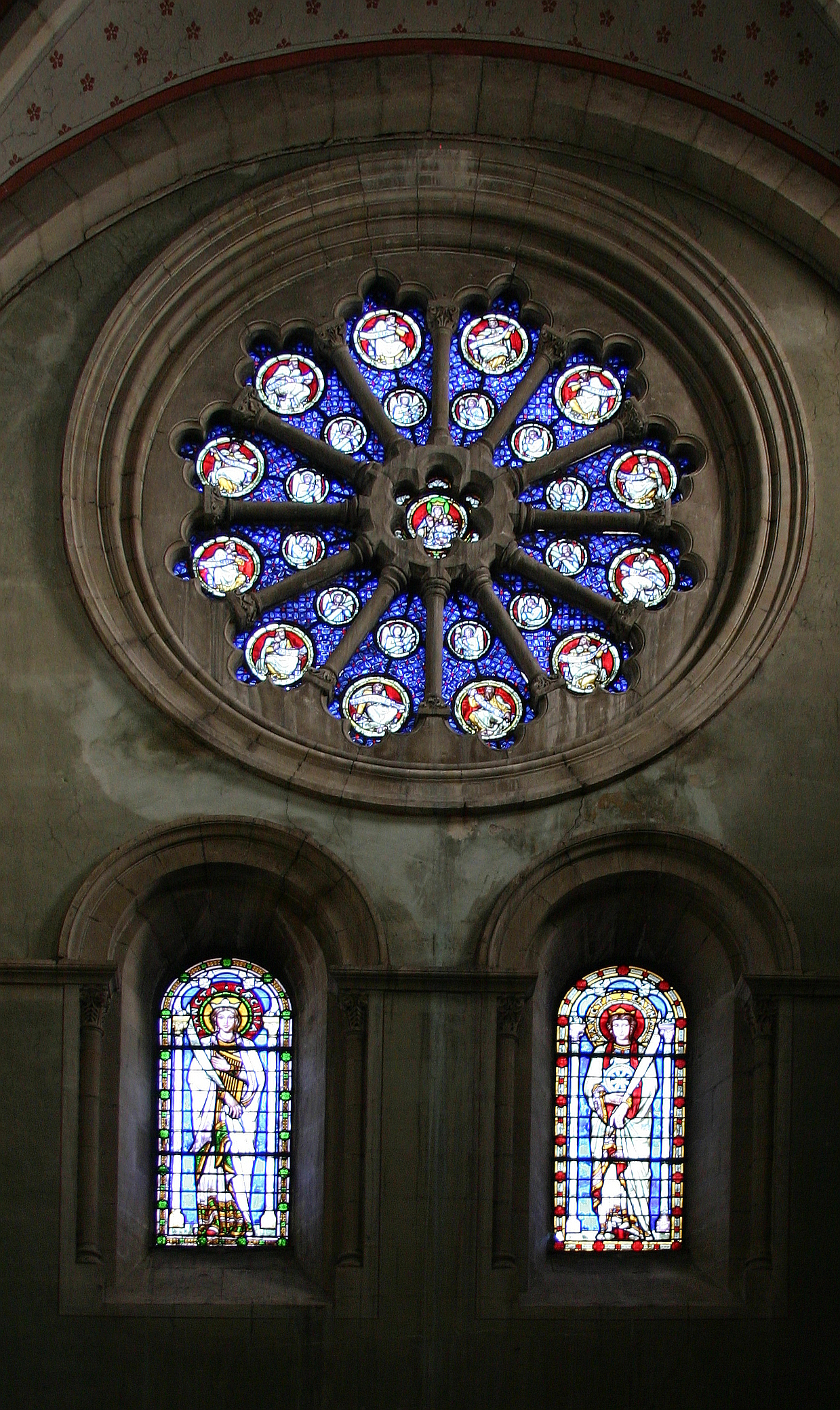
Rosone